# Haloarcula
Em taxonomia, Haloarcula é um género de Halobacteriaceae.
As espécies de Haloarcula são encontradas em ambientes salinos neutros, como lagos salgados, salinas salinas e solos salinos. Como outros membros da família Halobacteriaceae, Haloarcula requer pelo menos 1,5 M NaCl para o crescimento, mas cresce de forma optimizada em 2,0 a 4,5 M NaCl.